# Nina Turner

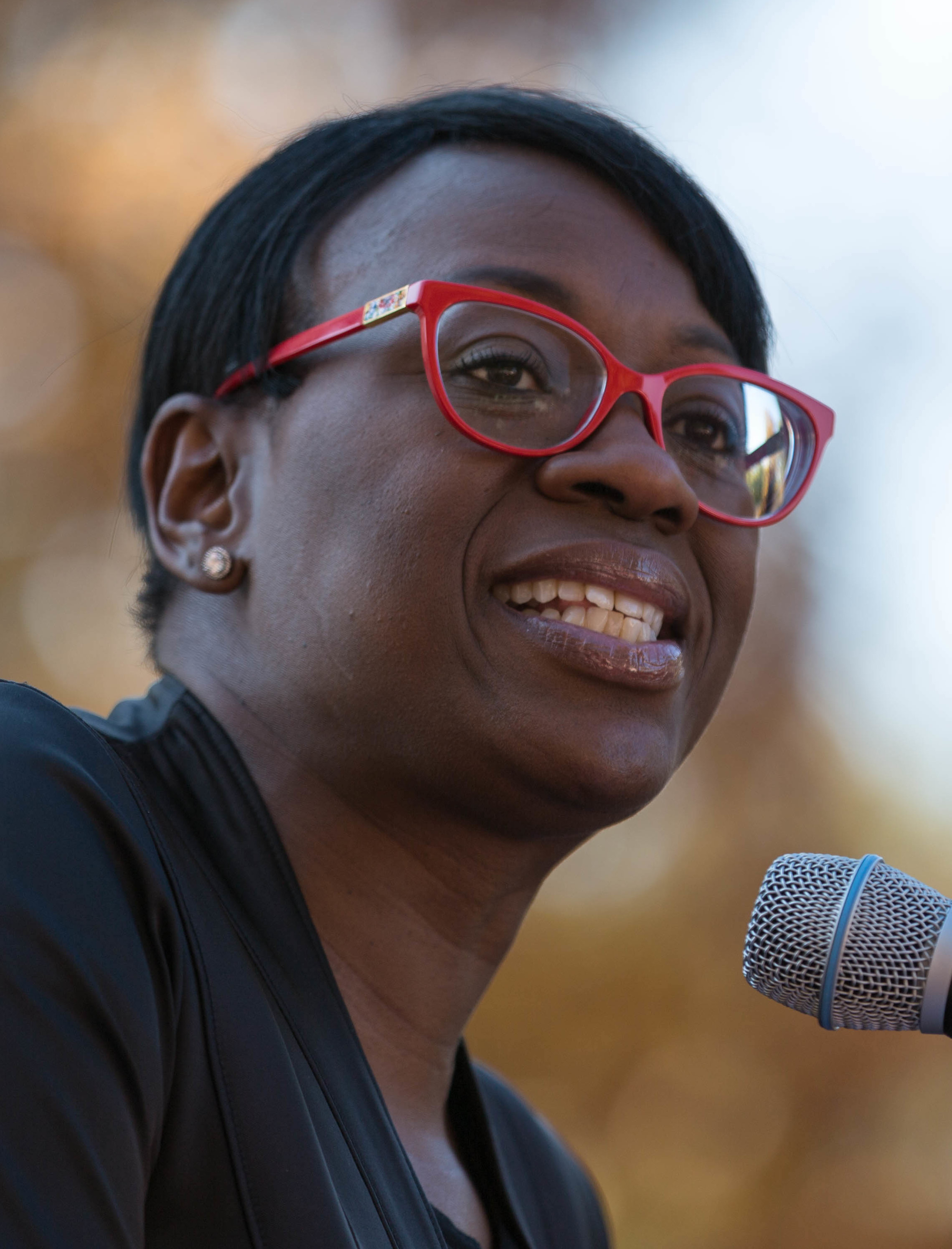
Nina Turner, 2016

Nina Turner (* 7. Dezember 1967 in Cleveland, Ohio als Nina Hudson) ist eine US-amerikanische Politikerin der Demokratischen Partei. Von 2008 bis 2014 war sie Mitglied des Senats von Ohio, seit 2016 ist sie im Board of Directors der Organisation Our Revolution.

## Leben
Nina Turners Eltern waren bei ihrer Geburt selbst noch Teenager und ließen sich scheiden, als Turner fünf Jahre alt war. Sie hat sechs jüngere Geschwister und wuchs in „ärmlichen“ Verhältnissen auf. Ihre Kindheit war geprägt von mehreren Wohnortwechseln. Bereits im Alter von 14 Jahren begann sie zu arbeiten. Sie verließ die John F. Kennedy High-School 1986 im Alter von 19 Jahren und war zunächst erwerbstätig. In den folgenden Jahren erwarb sie einen Associate Degree, einen Bachelor am Community College im Cuyahoga County und 1997 einen Master of Arts in Geschichte an der Cleveland State University.

### Karriere
Turner begann ihre politische Karriere als Praktikantin von Senator Rhine McLin, später arbeitete sie für Michael R. White, den damaligen Bürgermeister von Cleveland. Unter ihm wurde sie zum „Executive Assistent of Legislative Affairs“. Sie kandidierte 2001 für den Cleveland City Council (etwa: Stadtrat Clevelands), erhielt nach einer ersten Niederlage aber erst 2004 ein Mandat.
Als der 2007 gewählte Senator Lance Mason sein Mandat 2008 zu Gunsten eines Richteramtes niederlegte, wurde Turner von den verbleibenden Demokraten als Ersatz bestimmt. Am 15. September 2008 wurde sie Mitglied des Senats von Ohio.
In der Senatswahl 2010 erhielt sie dann ein reguläres Mandat. 2014 verlor sie ihre Kandidatur als Secretary of State von Ohio gegen Jon A. Husted, nachdem sie zuvor auch von Bill Clinton unterstützt worden war.
Während der Vorwahlen und des Wahlkampfes zur Präsidentschaftswahl in den Vereinigten Staaten 2016 unterstützte Turner erst Hillary Clinton, dann Bernie Sanders.
2016 wurde sie in das Board of Directors der NGO Our Revolution berufen.
2018 spielt sie sich selbst in einer Gastrolle in der Fernsehserie Black Lightning.